# Marc Fortier
Pour les articles homonymes, voir Fortier.
Marc Fortier (né le 26 février 1966 à Windsor, Québec, Canada) est un joueur professionnel canadien de hockey sur glace.

## Biographie
Marc commence sa carrière professionnelle avec les Saguenéens de Chicoutimi dans la LHJMQ. Il joue ensuite dans la Ligue nationale de hockey (LNH), en Allemagne (DEL) avec les Eisbären Berlin et les Frankfurt Lions et en Suisse (LNA et LNB). Il joue également pour l'équipe du Canada de hockey sur glace.
Après sa carrière de joueur il entraîne le CRS Express de Saint-Georges (LNAH) en 2005-2006 et les Assur-Experts de Québec (LHJAAAQ) en 2007-2008.
En 2008, il devient dépisteur pour l'équipe de l'Avalanche du Colorado LNH et recrute des joueurs qui jouent dans la LHJMQ. L'année Suivante, il obtient un poste au sein de la Ligue de hockey junior majeur du Québec pour être directeur du recrutement.
En été 2011, Marc a été engagé par les Saguenéens de Chicoutimi au titre de Directeur général.
Le 29 novembre 2014, il est congédié par l'organisation des Saguenéens de Chicoutimi. Il n'apprendra la nouvelle qu'a minuit de la bouche du journaliste de RDS Stéphane Leroux. L'ex-directeur général a affirmé ne qu'il n'était pas au courant et il déplore la "façon de faire" du club. 
Au cours de l'été 2016, Marc fut nommé au poste d’entraîneur adjoint par les Remparts de Québec. Il arrive en remplacement de Martin Laperrière, congédié en avril.

### Honneurs personnels
- Le numéro 20 qu'il portait a été retiré par les Saguenéens de Chicoutimi en 2008.
- Records des Saguenéens :
  - Nombre de Points en une saison : 201, en 1986-1987
  - Nombre de passes en une saison : 135.
- Intronisé au temple de la renommée de la LHJMQ en 2009.

### Trophée et coupe
- Vainqueur à deux reprises de la coupe Spengler avec l'équipe du Canada en 1996 et 1997.
- Vainqueur du trophée Jean-Béliveau du meilleur marqueur dans la LHJMQ, pendant la saison 1986-1987.

### Famille
Il est père de deux enfants, Dylan et Alyssa.

## Statistiques
Pour les significations des abréviations, voir Statistiques du hockey sur glace.
| Saison    | Équipe                   | Ligue |    | Saison régulière | Saison régulière | Saison régulière | Saison régulière | Saison régulière |    | Séries éliminatoires | Séries éliminatoires | Séries éliminatoires | Séries éliminatoires | Séries éliminatoires |
| Saison    | Équipe                   | Ligue | PJ | B                | A                | Pts              | Pun              | PJ               | B  | A                    | Pts                  | Pun                  |                      |                      |
| 1983-1984 | Saguenéens de Chicoutimi | LHJMQ | 67 | 16               | 30               | 46               | 51               | --               | -- | --                   | --                   | --                   |                      |                      |
| 1984-1985 | Saguenéens de Chicoutimi | LHJMQ | 68 | 35               | 63               | 98               | 114              | 14               | 8  | 4                    | 12                   | 16                   |                      |                      |
| 1985-1986 | Saguenéens de Chicoutimi | LHJMQ | 71 | 47               | 86               | 133              | 49               | 9                | 2  | 14                   | 16                   | 12                   |                      |                      |
| 1986-1987 | Saguenéens de Chicoutimi | LHJMQ | 65 | 66               | 135              | 201              | 39               | 19               | 11 | 40                   | 51                   | 20                   |                      |                      |
| 1987-1988 | Express de Fredericton   | LAH   | 50 | 26               | 36               | 62               | 48               | --               | -- | --                   | --                   | --                   |                      |                      |
| 1987-1988 | Nordiques de Québec      | LNH   | 27 | 4                | 10               | 14               | 12               | --               | -- | --                   | --                   | --                   |                      |                      |
| 1988-1989 | Citadels d'Halifax       | LAH   | 16 | 11               | 11               | 22               | 14               | --               | -- | --                   | --                   | --                   |                      |                      |
| 1988-1989 | Nordiques de Québec      | LNH   | 57 | 20               | 19               | 39               | 45               | --               | -- | --                   | --                   | --                   |                      |                      |
| 1989-1990 | Citadels d'Halifax       | LAH   | 15 | 5                | 6                | 11               | 6                | --               | -- | --                   | --                   | --                   |                      |                      |
| 1989-1990 | Nordiques de Québec      | LNH   | 59 | 13               | 17               | 30               | 28               | --               | -- | --                   | --                   | --                   |                      |                      |
| 1990-1991 | Citadels d'Halifax       | LAH   | 58 | 24               | 32               | 56               | 85               | --               | -- | --                   | --                   | --                   |                      |                      |
| 1990-1991 | Nordiques de Québec      | LNH   | 14 | 0                | 4                | 4                | 6                | --               | -- | --                   | --                   | --                   |                      |                      |
| 1991-1992 | Citadels d'Halifax       | LAH   | 16 | 9                | 16               | 25               | 44               | --               | -- | --                   | --                   | --                   |                      |                      |
| 1991-1992 | Nordiques de Québec      | LNH   | 39 | 5                | 9                | 14               | 33               | --               | -- | --                   | --                   | --                   |                      |                      |
| 1992-1993 | Roadrunners de Phoenix   | LIH   | 17 | 4                | 9                | 13               | 34               | --               | -- | --                   | --                   | --                   |                      |                      |
| 1992-1993 | Senators de New Haven    | LAH   | 16 | 9                | 15               | 24               | 42               | --               | -- | --                   | --                   | --                   |                      |                      |
| 1992-1993 | Sénateurs d'Ottawa       | LNH   | 10 | 0                | 1                | 1                | 6                | --               | -- | --                   | --                   | --                   |                      |                      |
| 1992-1993 | Kings de Los Angeles     | LNH   | 6  | 0                | 0                | 0                | 5                | --               | -- | --                   | --                   | --                   |                      |                      |
| 1993-1994 | Roadrunners de Phoenix   | LIH   | 81 | 39               | 61               | 100              | 96               | --               | -- | --                   | --                   | --                   |                      |                      |
| 1994-1995 | Canada                   | Intl  | 4  | 1                | 3                | 4                | 0                |                  |    |                      |                      |                      |                      |                      |
| 1994-1995 | ZSC Lions                | LNA   | 35 | 11               | 40               | 51               | 104              | 5                | 2  | 6                    | 8                    | 2                    |                      |                      |
| 1995-1996 | ZSC Lions                | LNA   | 36 | 17               | 38               | 55               | 30               |                  |    |                      |                      |                      |                      |                      |
| 1996-1997 | ZSC Lions                | LNA   | 24 | 8                | 19               | 27               | 39               |                  |    |                      |                      |                      |                      |                      |
| 1996-1997 | Eisbären Berlin          | DEL   | 18 | 3                | 8                | 11               | 10               |                  |    |                      |                      |                      |                      |                      |
| 1997-1998 | Eisbären Berlin          | DEL   | 43 | 8                | 36               | 44               | 38               |                  |    |                      |                      |                      |                      |                      |
| 1998-1999 | Eisbären Berlin          | DEL   | 49 | 8                | 39               | 47               | 86               |                  |    |                      |                      |                      |                      |                      |
| 1999-2000 | Eisbären Berlin          | DEL   | 53 | 8                | 39               | 47               | 70               | --               | -- | --                   | --                   | --                   |                      |                      |
| 2000-2001 | Eisbären Berlin          | DEL   | 49 | 13               | 39               | 52               | 30               | --               | -- | --                   | --                   | --                   |                      |                      |
| 2001-2002 | Eisbären Berlin          | DEL   | 58 | 20               | 37               | 57               | 54               | 4                | 4  | 2                    | 6                    | 2                    |                      |                      |
| 2002-2003 | Frankfurt Lions          | DEL   | 52 | 9                | 40               | 49               | 22               | --               | -- | --                   | --                   | --                   |                      |                      |
| 2003-2004 | HC Ajoie                 | LNB   | 44 | 22               | 48               | 70               | 50               |                  |    |                      |                      |                      |                      |                      |
| 2004-2005 | HC Ajoie                 | LNB   | 27 | 5                | 16               | 21               | 46               |                  |    |                      |                      |                      |                      |                      |
| 2004-2005 | HC Fribourg-Gottéron     | LNA   | 4  | 0                | 1                | 1                | 0                | --               | -- | --                   | --                   | --                   |                      |                      |